# شهاب الدين الخلجي
شهاب الدين عمر خان بن علاء الدين الخلجي. هو ثالث سلاطين السلالة الخلجية حكام سلطنة دلهي. اعتلى عرش السلطنة وعمره ست سنوات في سنة 715 هـ/1316م بعد وفاة والده علاء الدين الخلجي، وقد اعتلاه بمساعدة من النائب ملك كافور [الإنجليزية] الذي أصبح وصياً على الحكم. وقد طفق النائب كافور بالعمل على إزاحة الأمراء الكبار من طريقه إما بقتلهl أو بسمل أعينهم. ونجا الأمير مبارك خان قطب الدين بن السُلطان علاء الدين من سمل عينيه. وقد قُتل النائب كافور على أيدي اثنين من المماليك بعد عدة أسابيع، فتولى قطب الدين الملك في شهر محرم سنة 717 هـ/1317م بعد أن خلع أخاه الأصغر شهاب الدين عمر خان وسمل عينيه وسجنه.